# Komisja Rozjemcza Narodów Zjednoczonych

Flaga Organizacji Narodów Zjednoczonych.

Komisja Rozjemcza Narodów Zjednoczonych (United Nations Conciliation Commission for Palestine, UNCCP) została utworzona 11 grudnia 1948 roku w wyniku przyjęcia przez Zgromadzenie Ogólne ONZ rezolucji nr 194, która wzywała do natychmiastowego przerwania walk wojny izraelsko-arabskiej 1948-1949 w Palestynie.
Decyzją Zgromadzenia Ogólnego Organizacji Narodów Zjednoczonych w skład Komisji Rozjemczej weszli delegaci Francji, Turcji i Stanów Zjednoczonych.
W okresie 12–25 lutego 1949 roku Komisja spotykała się oddzielnie z przedstawicielami rządów Izraela i państw Ligi Arabskiej. 21 marca 1949 odbyło się spotkanie w Bejrucie z delegacją arabską. 7 kwietnia 1949 odbyło się spotkanie w Tel Awiwie z premierem Dawidem Ben Gurionem.
W dniach 27 kwietnia-12 września 1949 Komisja zwołała Konferencję w Lozannie (Szwajcaria) podczas której prowadzono rozmowy z delegacjami Izraela, Egiptu, Jordanii, Libanu, Syrii i arabskich uchodźców z Palestyny.
23 października 1950 roku Komisja przedstawiła raport ze swojej działalności na forum Zgromadzenia Ogólnego ONZ. Komisja określiła liczbę arabskich uchodźców z Palestyny na 711,000, jednakże nie poruszała problematyki żydowskich uchodźców z państw arabskich.